# Paul Meurice
François Paul Meurice (1818-1905) fue un dramaturgo y editor francés.

## Biografía

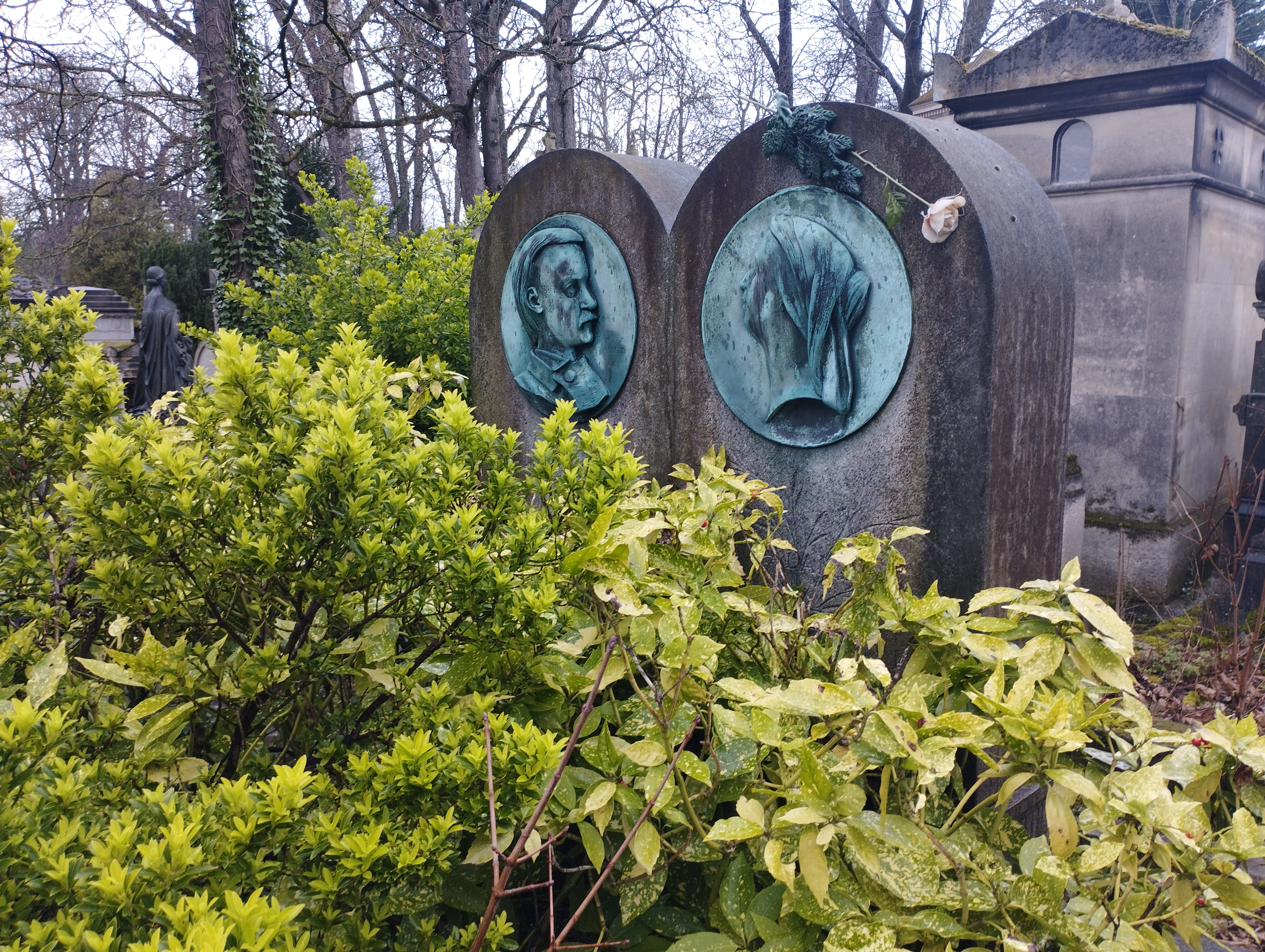
Tumba de Paul Meurice y su esposa en el cementerio del Père Lachaise

Nacido el 7 de febrero de 1818 en París, en 1848 se convirtió en editor de L'Événement, un periódico fundado por Victor Hugo, y en 1869 fue uno de los promotores de Le Rappel, una publicación similar. Fue albacea literario de Victor Hugo y editó sus obras (1880-1885).
En colaboración con Auguste Vacquerie y Théophile Gautier, fue autor de Falstaff (1842), basada en obras de Shakespeare, en 1843 de una adaptación de Antígona; y con Alejandro Dumas de una versión de Hamlet (1847). También escribió Benvenuto Cellini (1852), Schamyl (1854), Struensée (1893) y adaptaciones al teatro de Los miserables (1878), Notre Dame de Paris (1876) y Quatre-vingt-treize (1881).
Fallecido el 12 de diciembre de 1905, fue esposo de Palmyre Granger, hija del pintor Jean-Pierre Granger.